# Nigel Sims
Nigel Sims (Coton in the Elms, 1931. augusztus 9. – 2018. január 6.) angol labdarúgó, kapus.

## Pályafutása
1948 és 1956 Wolverhampton Wanderers, 1956 és 1964 között az Aston Villa labdarúgója volt. 1963-ban kölcsönben szerepelt a kanadai Toronto Cityben. 1964-65-ben a Petersborough United csapatában védett. 1967-ben a kanadai Toronto Falcons együttesében fejezte be az aktív labdarúgást.

## Sikerei, díjai
Wolverhampton Wanderers
- Angol bajnokság
  - bajnok: 1953–54
- Angol kupa (FA Cup)
  - győztes: 1949
- Angol szuperkupa (FA Charity Shield)
  - győztes (2): 1949, 1954

 Aston Villa
- Angol kupa (FA Cup)
  - győztes: 1957
- Angol ligakupa
  - győztes: 1960–61